# Pontiac GTO
Pontiac GTO — автомобіль, розроблений компанією Pontiac, відділенням General Motors, що займаються випуском спортивних автомобілів з 1964 по 1974 рік, і компанією General Motors Holden в Австралії з 2004 по 2006 рік. GTO часто називають першим маскл каром. З 1964 до 1973 року базою для GTO служив Pontiac Tempest, з 1974 модельного року GTO будувався на базі Pontiac Ventura.
GTO був задумом інженера Рассела Джі (Russell Gee), займався в Pontiac двигунами, і старшого інженера Джона Де Лоріан (John De Lorean). Перша ідея створення GTO належить Шейн Вайзер (Shane Wiser). На початку 1963 року начальство General Motors випустило розпорядження, в якому заборонялося своїм підрозділам залучатися в автомобільні гонки. Згодом рекламний і маркетинговий підхід Pontiac був заснований на продуктивності машин і гонки були невід'ємною частиною даної стратегії.

## Перше покоління (1964-1967)

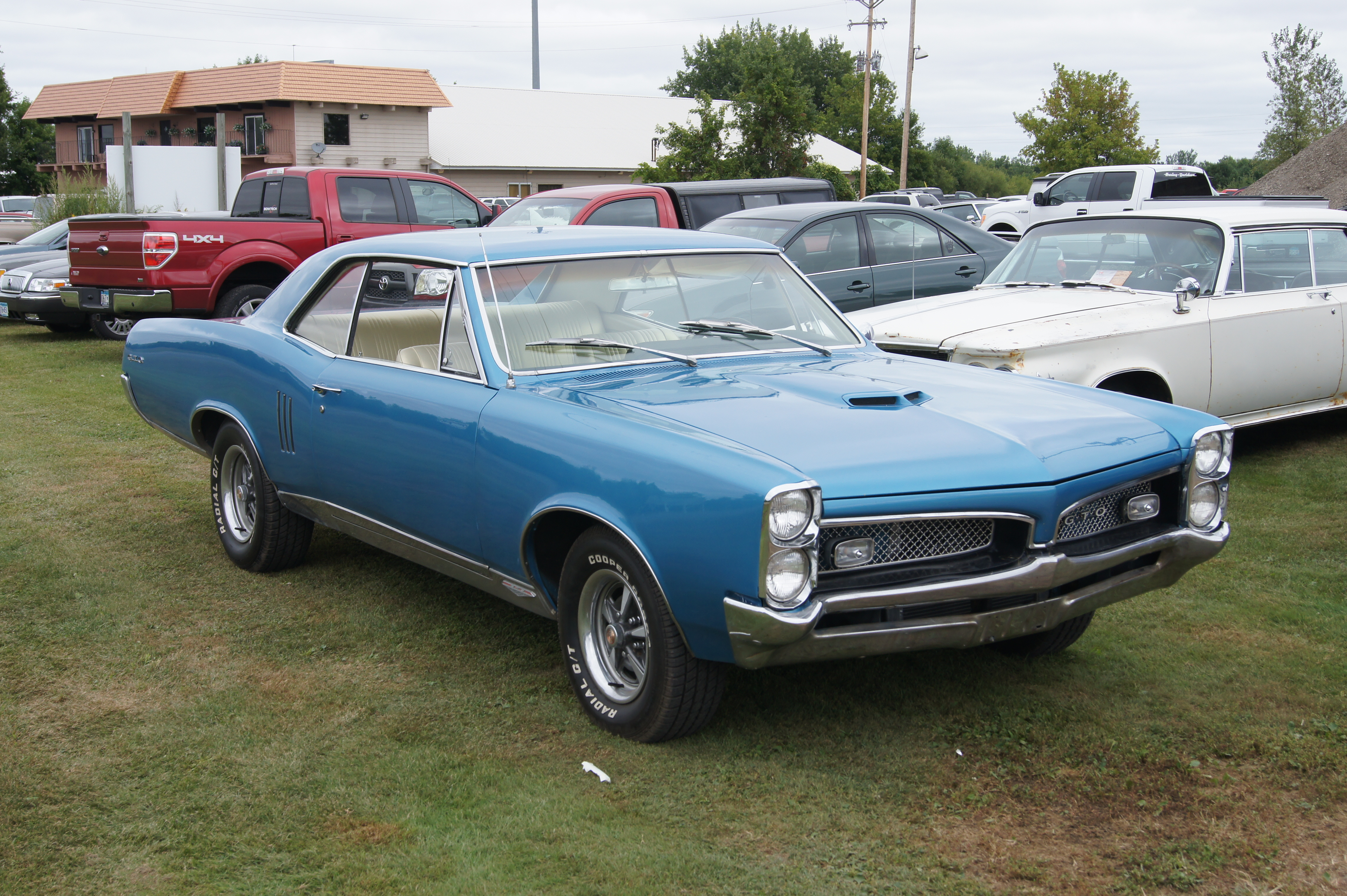
Pontiac GTO 1 (1964-1967)

- 389 cu in (6.4 L) Pontiac V8
- 400 cu in (6.6 L) Pontiac V8

## Друге покоління (1968-1972)

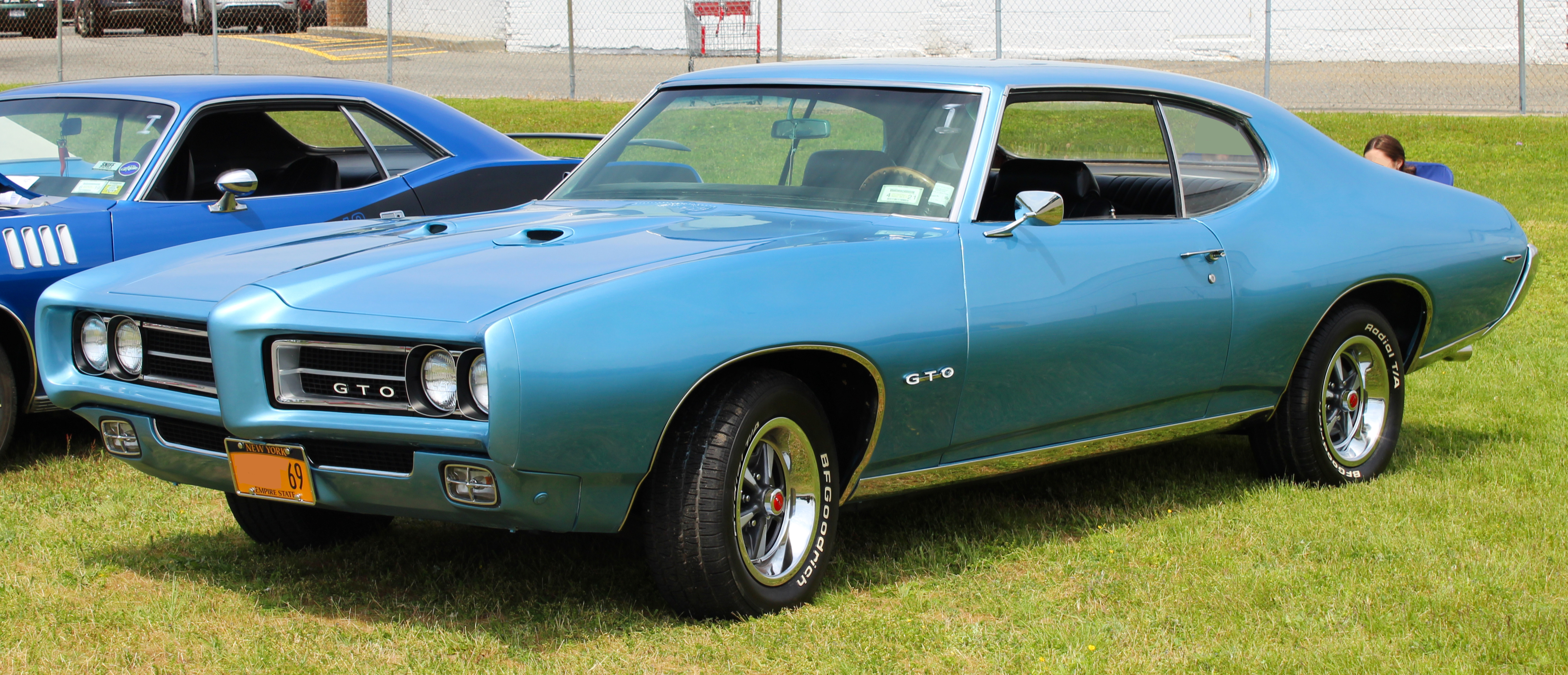
Pontiac GTO 2 (1968-1972)

- 400 cu in (6.6 L) Pontiac V8
- 455 cu in (7.5 L) Pontiac V8

## Третє покоління (1973)

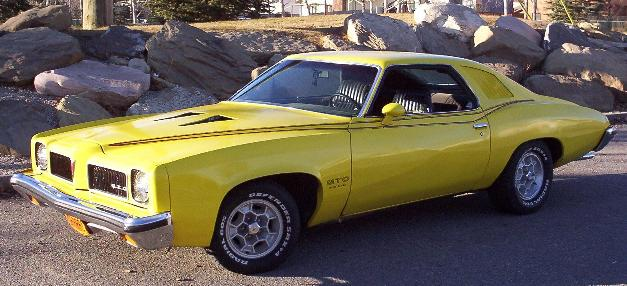
Pontiac GTO 3 (1973)

- 400 cu in (6.6 L) Pontiac V8
- 455 cu in (7.5 L) Pontiac V8

## Четверте покоління (1974)

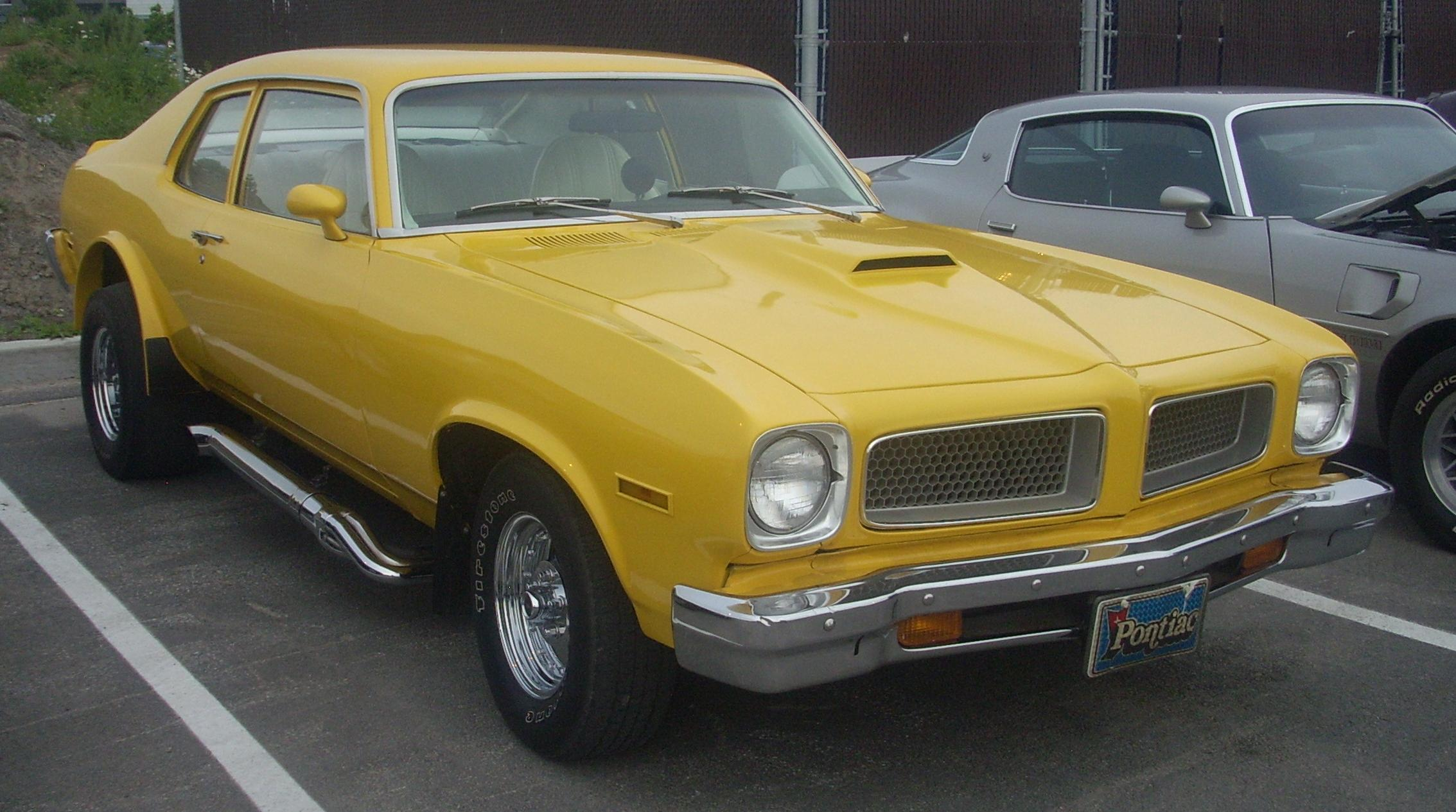
Pontiac GTO 4 (1974)

- 350 cu in (5.7 L) Pontiac V8

## П'яте покоління

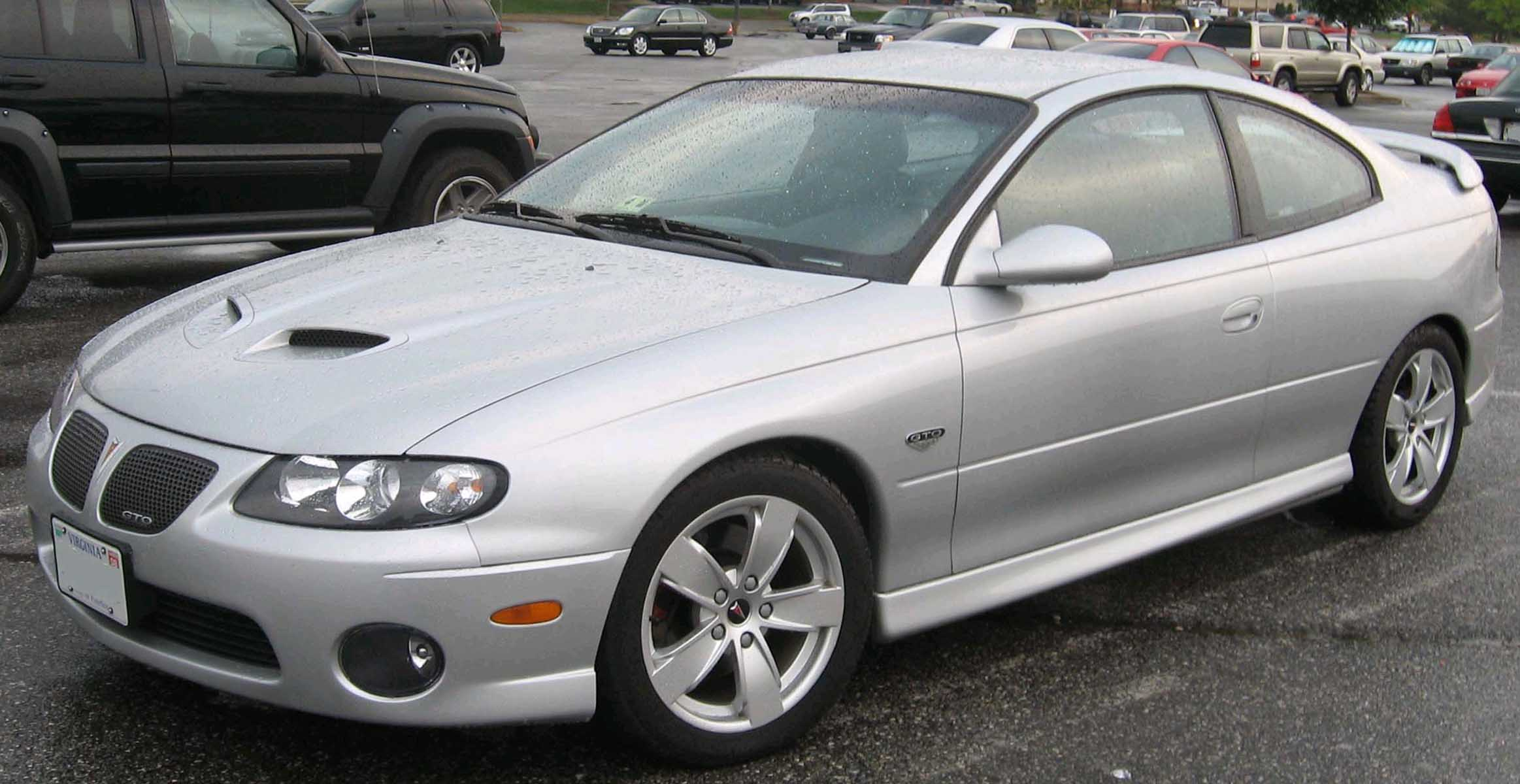
Pontiac GTO 5 (2004-2006)

Автомобіль створений на основі Holden Monaro.

### Двигуни
- 5.7 L LS1 V8 (2004)
- 6.0 L LS2 V8 (2005 і 2006)